# Gonatus onyx
Gonatus onyx là một loài mực trong họ Gonatidae. Nó xuất hiện ở phía bắc Thái Bình Dương từ Nhật Bản đến California.
G. onyx có áo đạt chiều dài 18 cm.